# Chiesa di San Donato (Lamole)
La chiesa di San Donato a Làmole si trova a Lamole, una frazione di Greve in Chianti in provincia di Firenze, diocesi di Fiesole.

## Storia e descrizione
La chiesa, di origine romanica, è stata trasformata nel 1860. All'interno, a navata unica, si custodiscono alcune tele del Seicento: in controfacciata, presso la porta, una Madonna col Bambino e Sante, di scuola fiorentina del primo Seicento. Al primo altare sinistro uno Sposalizio mistico di santa Caterina e santi, vicino ai modi di Matteo Rosselli, al secondo una tela con la Vergine col Bambino e santi forse di scuola senese. Dietro l'altare maggiore un trittico di scuola fiorentina del XIV secolo.

## Altre Immagini

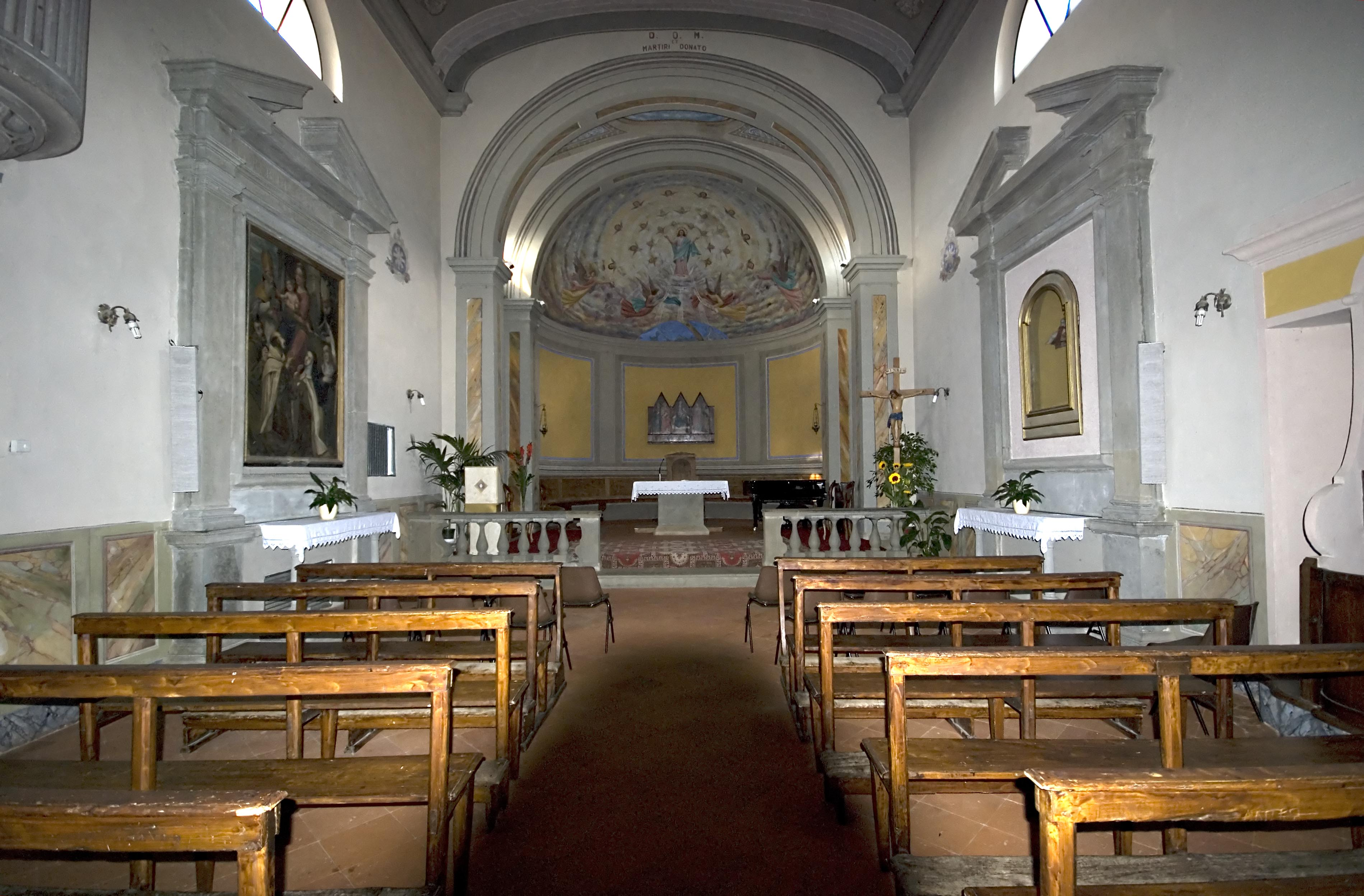
Interno